# Hervé Phrangopoulos
Hervé oder Erbebios ho Frangopoulos (Herwig der Franke), wie er sich auf seinem Siegel nennt, war ein normannischer Söldner in byzantinischen Diensten.

## Leben
Ab 1038 war Hervé Teil der byzantinischen Invasionsstreitmacht auf Sizilien, einer der 300 berittenen Normannen (Amatus von Monte Cassio) unter dem Kommando von Wilhelm Eisenarm, einem Sohn des Tankred von Hauteville unter dem Oberbefehl des byzantinischen Generals Georg Maniakes. Hervé nahm wohl auch an der Schlacht von Troina im Frühjahr 1040 teil, blieb aber nach der Rebellion des Lombarden Arduin, der sich über mangelnde Beute und ausbleibenden monatlichen Sold (sitēresion) beklagt hatte, in byzantinischen Diensten.
1049 befehligte er als Befehlshaber der homoethnē den linken Flügel der romäischen Phalanx, die vor allem aus Franken bestand, in einer Schlacht gegen die Petschenegen. Nachdem die Schlacht verloren war, wurde ihnen vorgeworfen, als erste die Flucht ergriffen zu haben, aus Furcht vor dem Hufgetrommel der Gegner (Skylitzes 488). Nur der byzantinische General Katakalon Kekaumenus habe standgehalten. Hervé wurde spätestens 1057 im Thema Armeniakon über den Winter ein eigenes Gut zugewiesen (Skylitzes 485, 490), vielleicht ein kaiserliches Gestüt (Shepard 1993, 288), hatte er doch seine und seine und die Pferde seiner Gefolgschaft zu versorgen.
1057 rebellierte er gegen den Kaiser Michael VI., anscheinend, weil er seine Dienste in der österlichen Vergabe von Titeln und Pfründen zu schlecht belohnt fand: Michael VI. hatte sein Ansuchen um den Titel magister in herabwürdigender Weise öffentlich abgelehnt. Hervé zog sich auf sein Landgut zurück, doch nur 300 seiner berittenen fränkischen Landsleute folgten ihm. Er verbündete sich daraufhin mit Samuch, einem turkmenischen Heerführer, und sie stimmten ihre Angriffe auf das kaiserliche Territorium untereinander ab. Als aber die Verbündeten in Khliat unweit des Van-Sees lagerten, überfielen Samuchs Truppen die Franken. Diese gewannen zwar das Feld, Hervé wurde aber durch Abu Nasr, den Emir von Khliat gefangen genommen. Zur gleichen Zeit befanden sich der General Katakalon Kekaumenus im Thema Armeniakon ebenfalls im Aufstand, dieser scheint seinen barbarischen Nachbarn aber nicht ins Vertrauen gezogen zu haben.
Hervé wurde schließlich freigelassen und trat wieder in kaiserliche Dienste. Er wurde mit den Titeln magistros, vestēs und stratelatēs des Ostens belohnt, womit er nicht nur normannische, sondern auch byzantinische Truppen befehligte. Damit standen ihm 16 Talente Gold pro Jahr und eine hervorgehobene Position am kaiserlichen Hof zu. Angeblich wurde er schließlich auf Befehl von Konstantin X. ertränkt.

## Persönlichkeit
Hervés Siegel zeigt das Bild des Hl. Petrus, der vor allem im Westen verehrt wurde, er scheint sich also nicht völlig assimiliert zu haben.